# Lahoussoye
Lahoussoye är en kommun i departementet Somme i regionen Hauts-de-France i norra Frankrike. Kommunen ligger i kantonen Corbie som tillhör arrondissementet Amiens. År 2022 hade Lahoussoye 449 invånare.

## Befolkningsutveckling
Antalet invånare i kommunen Lahoussoye
| Referens: INSEE |